# Hans Reisser
Hans Reisser (* 20. März 1896; † 23. April 1976) war ein österreichischer Buchdrucker und Lepidopterologe.

## Leben
Reisser verbrachte seine Kindheit und Jugend in Wien und erlernte schon frühzeitig neben seiner Muttersprache auch die französische Sprache. Nach der Matura am humanistischen Franz-Josef-Gymnasium begann er ein Studium an der Exportakademie, der heutigen Wirtschaftsuniversität Wien, musste dieses jedoch unterbrechen, nachdem inzwischen der Erste Weltkrieg ausbrach. 1918 kehrte er als Leutnant der Reserve mit Auszeichnungen nach Wien zurück. Dort bildete er sich zum Buchdrucker aus, trat in das Familienunternehmen Christoph Reisser’s Söhne ein und wurde Druckereileiter, musste jedoch aufgrund des Zweiten Weltkriegs diese Tätigkeit unterbrechen. Nach dem Krieg und Kriegsgefangenschaft wandelte er die Firma 1962 in eine Aktiengesellschaft um. Parallel zu seinen geschäftlichen Aktivitäten beschäftigte sich Reisser schon von Jugend an mit der Entomologie, im Besonderen mit Schmetterlingen. Sein wissenschaftlicher Mentor auf diesem Gebiet war Karl Schawerda. Von den Entomologen Hans Rebel und Hans Zerny wurde er gefördert. Zu seinen Spezialgebieten zählten die zu seiner aktiven Zeit noch als Kleinschmetterlinge (Microlepidoptera) bezeichneten Falter sowie die Spanner (Geometridae). Neben lokalfaunistischen Untersuchungen hat Reisser insgesamt 29 Sammel- und Forschungsreisen unternommen, die ihn hauptsächlich in das Mittelmeergebiet führten, davon zwölfmal nach Kreta. Zusammen mit Hans Georg Amsel und František Gregor begann er als Mitherausgeber die mehrbändige Enzyklopädie Microlepidoptera Palaearctica.
1944 wurde Reisser Ehrenmitglied der Wiener Entomologischen Gesellschaft und ab 1946 deren Vorsitzender. Vom Museum Alexander König wird ihm in Anerkennung seiner vieljährigen Mitarbeit in der Entomologischen Abteilung der Titel eines „Wissenschaftlichen Mitarbeiters am Zoologischen Forschungsinstitut und Museum Alexander Koenig“ verliehen.
Das Staatliche Museum für Naturkunde Karlsruhe erstand im Jahre 1976 die namhafte Schmetterlings-Sammlung „Reisser“ mit über 100.000 Exemplaren. Sie enthält u. a. eine Spezialsammlung Geometridae mit dem Schwerpunkt Sterrhinae.

## Schriften (Auswahl)
Zu entomologischen Themen verfasste Reisser 144 Schriften. Darunter befinden sich faunistische Arbeiten sowie Formenbeschreibungen, beispielsweise:
- Eine neue Form von Parnassius mnemosyne L. In: Zeitschrift des Österreichischen Entomologischen Vereins. Band 9, 1924, S. 60–63 (zobodat.at [PDF]).
- Eine bemerkenswerte Aberration von Cerura bifida Hb. In: Zeitschrift des Österreichischen Entomologischen Vereins. Band 10, 1925, S. 93–94 (zobodat.at [PDF]).
- Sammelergebnisse aus Andalusien mit spezieller Berücksichtigung der Sierra Nevada. In: Verhandlungen der kaiserlich-königlichen zoologisch-botanischen Gesellschaft in Wien. Band 77, 1927, S. 64–68.
- Herbstlicher Lichtfang von Lepidopteren in Corsica. In: Verhandlungen der kaiserlich-königlichen zoologisch-botanischen Gesellschaft in Wien. Band 80, 1930, S. 32–44.
- Beiträge zur Kenntnis der Sterrhinae (Lep., Geom.) II. Codonia (Cosymbia) ariadne spec. Nov. In: Zeitschrift des Wiener Entomologischen Vereins. Band 24, 1939, S. 169–170 (zobodat.at [PDF]).
- Lepidopteren von den Ägäischen Inseln. In: Zeitschrift der Wiener Entomologischen Gesellschaft. Band 31, 1946, S. 44–59 (zobodat.at [PDF]).
- Zur Lepidopterenfauna von Niederösterreich: zwei für Österreich neue Heteroceren. In: Zeitschrift der Wiener Entomologischen Gesellschaft. Band 36, 1951, S. 130–134 (zobodat.at [PDF]).
- Microlepidopteren aus Niederösterreich und vom Neusiedler See. In: Zeitschrift der Wiener Entomologischen Gesellschaft. Band 44, 1959, S. 33–39 (zobodat.at [PDF]).
- Dasypolia templi Thunberg im nördlichen Nieder- und Oberösterreich (Lep., Noct.). In: Zeitschrift der Wiener Entomologischen Gesellschaft. Band 49, 1964, S. 65–67.
- Beiträge zur Kenntnis der Sterrhinae (Lep. Geometridae), VIII. (Liste der von Dr. U. Roesler in Nordgriechenland und im westlichen Kleinasien gesammelten Arten). In: Entomologische Zeitschrift Frankfurt am Main. Band 81, 1971, S. 21–24.

## Nach Reisser benannte Taxa (Auswahl)
Einige Schmetterlingsarten und Unterarten wurden zu Ehren von Reisser benannt. Dazu gehören:
- Ammoconia reisseri Ronkay & Varga, 1984
- Aprominta reisseri  Gozmány, 1959
- Cucullia reisseri Boursin, 1933
- Phtheochroa reisseri (Razowski, 1970)